# Л-1 (защитный костюм)
Л-1 — лёгкий защитный костюм, предназначен для использования в качестве универсальной специальной одежды персонала для защиты кожных покровов человека, одежды и обуви, от воздействия твёрдых, жидких, капельно-аэрозольных отравляющих веществ, взвесей, аэрозолей, вредных биологических факторов и радиоактивной пыли. Используется на местности, заражённой отравляющими и химически опасными веществами, в химической промышленности, при выполнении дегазационных, дезактивационных и дезинфекционных работ. Костюм является изолирующим.
На военном жаргоне защитный костюм «Л-1» иногда может называться элька или Аладдин.

## Применение
Костюм «Л-1» применяется совместно со средствами индивидуальной защиты органов дыхания (СИЗОД).
Применение костюма необходимо осуществлять строго в соответствии с его предназначением, при известных составах опасных веществ, оказывающих вредное воздействие на организм человека. Не допускается использование костюма при неизвестном составе загрязняющих окружающую среду веществ.
Температурный диапазон применения костюма «Л-1» от  -40 °C до  +36 °C, время работы в костюме согласовывается с нормативами Трудового кодекса. Костюм «Л-1» не предназначен для работ, осуществляемых при пожарах.
При заражении костюм подвергают обработке. Может использоваться многократно. Произведённые костюмы подлежат военприёмке, упаковываются в ящики по 12 штук:4 — 1-го размера, 6 — 2-го и 2 — 3-го, в каждый четвёртый ящик вместо одного первого кладут 4-й.

## Комплектация

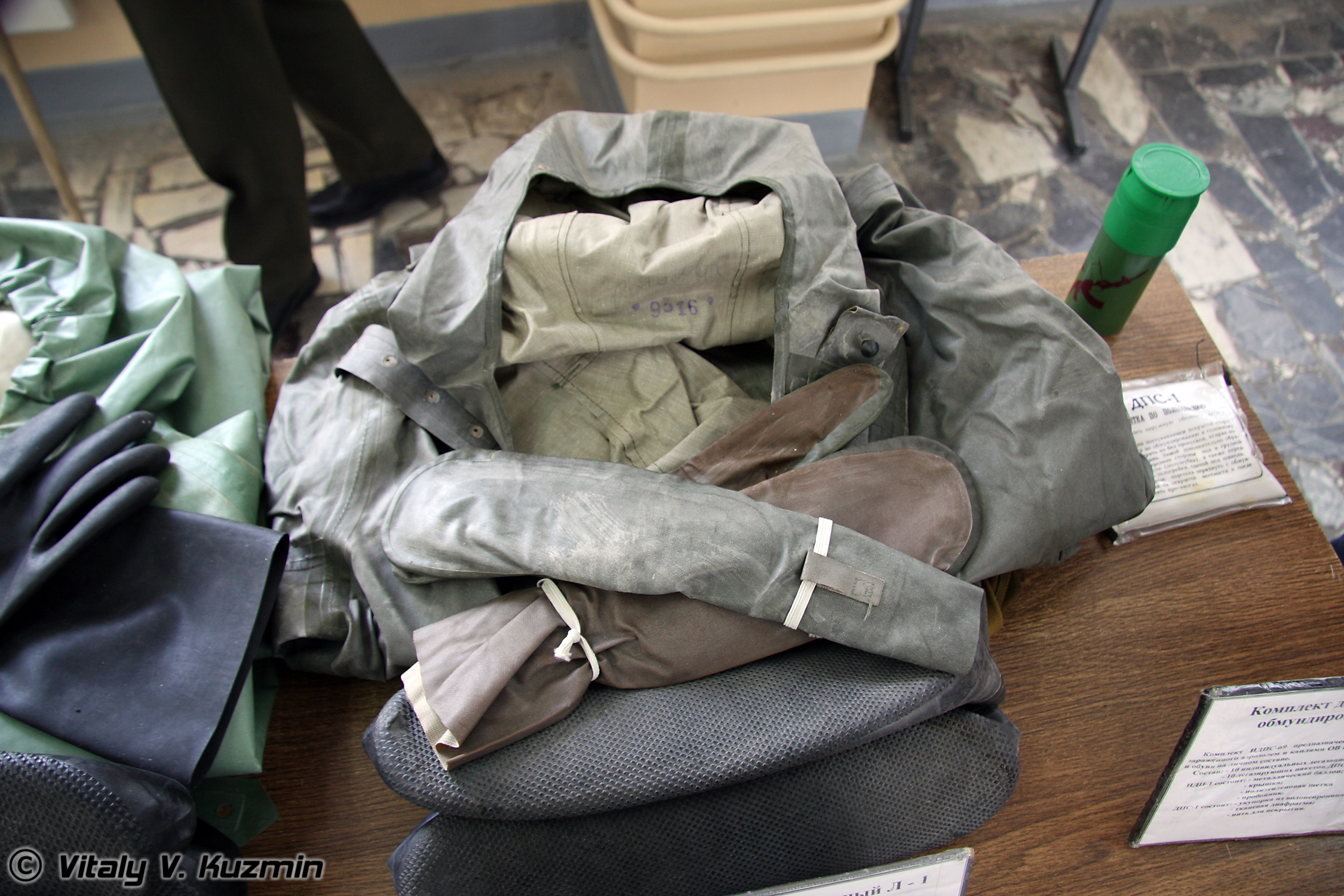
Л-1 в сложенном виде

Изготавливается из прорезиненной ткани УНКЛ-3 или ткани Т-15, и состоит из цельнокроенных брюк с чулками, куртки с капюшоном и трёхпалых рукавиц. На рукавах куртки имеются манжеты, облегающие запястье. Изготавливается в четырёх вариантах ростовок: до 166 см, от 166 до 172 см, от 173 до 178, выше 179 см (4-й размер один на пять ящиков). Вес костюма составляет 3,2 кг ± 300 гр. (зависит от ткани, из которой изготовлен).
В комплектацию костюма «Л-1» входит:
- полукомбинезон с притачными осоюзками
- куртка с капюшоном
- сумка
- перчатки (из ткани Т-15 или УНКЛ)
- шесть пластмассовых шпеньков (типа "пукля") для застёжки